# Tindari
Tìndari è una frazione di Patti, comune italiano della città metropolitana di Messina, in Sicilia. Situata in posizione panoramica su un promontorio roccioso affacciato sul Mar Tirreno, con vista sul golfo di Patti e sulla Riserva naturale orientata Laghetti di Marinello e sulle Isole Eolie, rappresenta uno dei siti archeologici e devozionali più importanti della Sicilia.

## Geografia fisica

### Territorio
Tindari è situata su un promontorio costiero che si sporge, da un'altezza di 268 m, a picco sul mar Tirreno e sulla Riserva naturale orientata dei laghetti di Marinello. La riserva ai piedi del promontorio è collegata all'area sacra e al parco archeologico mediante il sentiero denominato Coda di Volpe.

## Origine del nome
Il nome odierno deriva dal greco antico Τυνδαρίς Tyndarís (da cui la variante italiana Tindaride), successivamente anche Τυνδάριον Tyndárion, così come riportato rispettivamente da Strabone e da Tolomeo.
Il toponimo in siciliano è [l]u Tìnnaru, mentre i suoi abitanti sono detti tinnaroti o tinnaritani. In italiano, oltre a tindaroti e tindaritani, esistono anche i recuperi dotti di tindaridi (con accento sdrucciolo) e tindaridei.
Sia il nome dell'insediamento che i suoi demonimi sono un riferimento al re spartano Tindaro (in greco antico Τυνδάρεος Tyndáreos) e alla sua progenie, tra cui i Dioscuri che, in quanto figli di Tindaro, erano detti tindaridi.

## Storia
Negli anni 1950, sotto un insula romana, vennero rinvenuti i segni di un insediamento risalente all’età del bronzo.
Tindari venne fondata da Dionisio I di Siracusa nel 396 a.C. come colonia di mercenari siracusani che avevano partecipato alla guerra contro Cartagine, nel territorio della città sicula di Abacaenum (Tripi).Il promontorio, così come l'entroterra, era gia' stato colonizzato da esuli provenienti dal Peloponneso e, molto probabilmente, da esuli di Troia. Fu proprio questo primo nucleo ha denominare il posto in omaggio a Tindaro Re di Sparta.
Durante la prima guerra punica, sotto il controllo di Gerone II di Siracusa, fu base navale cartaginese, e nelle sue acque si combatté nel 257 a.C. la battaglia di Tindari, nella quale la flotta romana, guidata dal console Aulo Atilio Calatino, mise in fuga quella cartaginese.
Con Siracusa passò in seguito nell'orbita romana e fu base navale di Sesto Pompeo. Presa da Augusto nel 36 a.C., durante la battaglia del Nauloco, localita' oggi individuata fra i monti Russo e Perrera, immediatamente ad ovest di Tindari, nel fiume Timeto del comune di Patti.  Augusto premio' la citta' elevandola a Colonia Augusta Tyndaritanorum, una delle cinque della Sicilia, Cicerone la citò come nobilissima civitas.
Nell'anno 17 d.C. subì le conseguenze di una grande frana, mentre nel IV secolo fu soggetta a due distruttivi terremoti.
Sede vescovile, venne conquistata dai Bizantini nel 535 e cadde nell'836, nelle mani degli Arabi dai quali venne distrutta.
Vi rimase il santuario dedicato alla Madonna Nera di Tindari, progressivamente ingrandito, che ospita una Maria con il Bambino scolpita in legno, considerata apportatrice di grazie e miracolosa dai cattolici.
(Titoli concessi alle allora città dal re Alfonso d'Aragona)

## Monumenti e luoghi d'interesse

### Architetture religiose

#### Basilica pontificia minore o Santuario della Madonna di Tindari
Le origini della statua bizantina della Madonna Nera di Tindari sono legate alla tradizione, secondo la quale la scultura, trasportata per mare, impedì alla nave di ripartire dopo che si era rifugiata nella baia di Tindari, presso i laghetti di Marinello, per sfuggire a una tempesta.
I marinai depositarono a terra via via il carico, pensando che fosse questo a impedire il trasporto, e solo quando vi portarono anche la statua, la nave poté riprendere il mare.
La statua fu quindi portata sul colle soprastante, dentro una piccola chiesa che dovette in seguito essere più volte ampliata per accogliere i pellegrini, attratti dalla fama miracolosa del simulacro. La festa della Madonna nera di Tindari si svolge il 7 e 8 settembre.

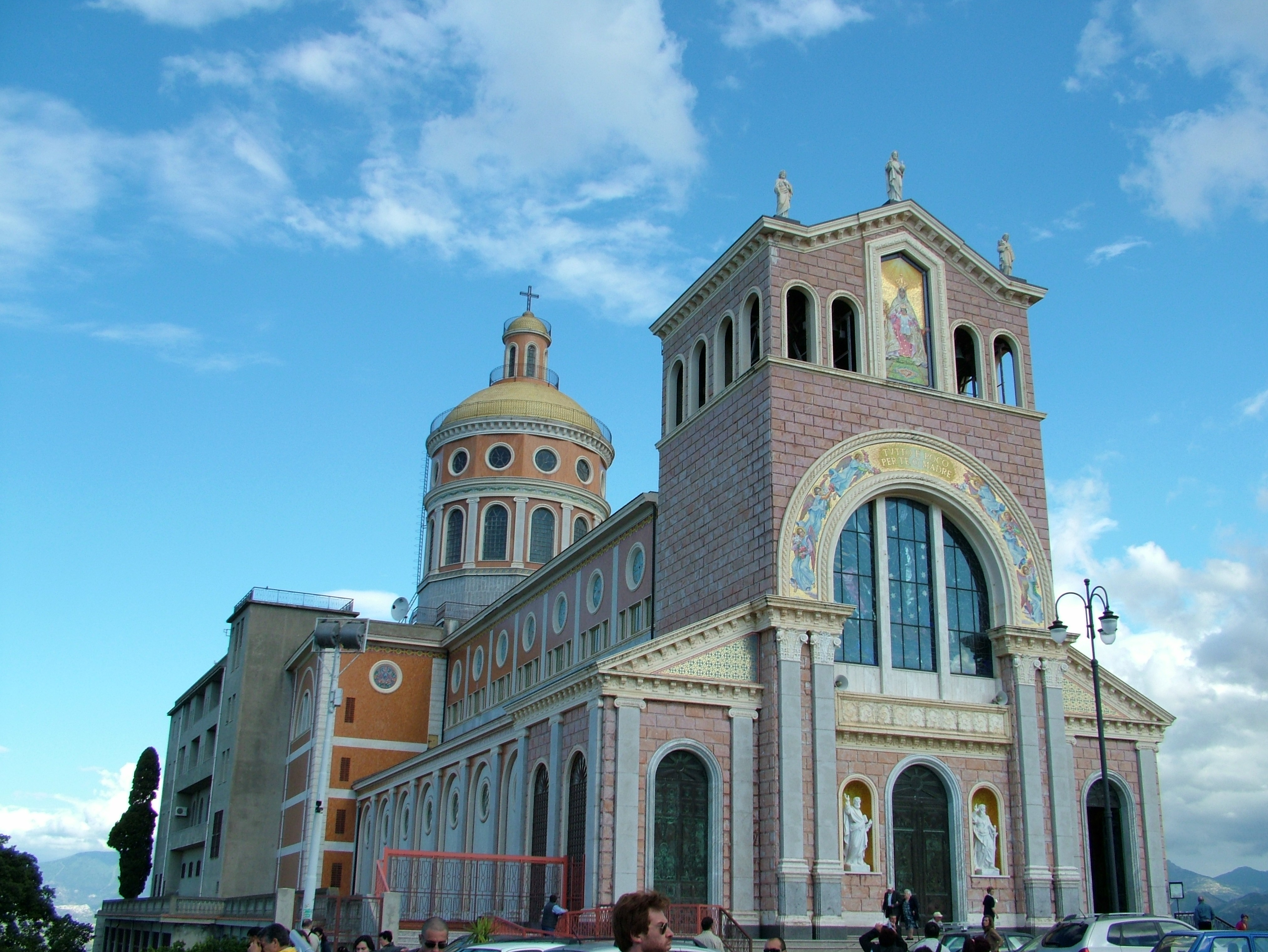
Il santuario di Tindari

Il Santuario di Tindari, divenuto Basilica pontificia minore l'8 settembre 2018, si trova all'estremità orientale del promontorio, a strapiombo sul mare, in corrispondenza dell'antica acropoli, dove una piccola chiesa era stata costruita sui resti della città abbandonata.
La devozione alla "Matri 'u Tinnaru" è indubbiamente tra le più antiche devozioni mariane in Sicilia, diffusa e festeggiata praticamente in tutta l'isola.
La statua della Madonna Nera, scolpita in legno di cedro, è di epoca imprecisata, forse giunta qui dall'Egitto in seguito al fenomeno dell'iconoclastia, nell'VIII-IX secolo. La Madonna, una Theotókos Odigitria seduta nella posizione della Basilissa), regge in braccio il Bambino Gesù, ha una corona in testa, e presenta la caratteristica inconfondibile del volto lungo - lo si nota soprattutto nelle grandi proporzioni del naso, ma anche dalla conformazione della parte inferiore del volto stranamente allungato verso il basso, mantenendo comunque proporzioni aggraziate e davvero molto armoniose anche dal punto di vista artistico. Il volto lungo è presente anche in altre raffigurazioni orientali e africane, ma raro tra le statue religiose in occidente. Alla base della statua si trova la scritta che riprende il Cantico dei cantici 1,5 e 1,6 Nigra sum sed formosa, traducibile come "sono bruna ma bella".
Il santuario ha una storia travagliata. Nel luglio 1544 l'assalto dell'armata corsara turco-ottomana capitanata dall'ammiraglio Khayr al-Din Barbarossa insidia la costa tirrenica siciliana: incendia la cattedrale di San Bartolomeo di Lipari, assedia l'abitato protetto dal castello di Santa Lucia del Mela, minaccia la cittadella fortificata di Milazzo, devasta la chiesa che è ricostruita tra il 1552 e il 1598. Dopo aver saccheggiato Lipari, assale e incendia la città di Patti, truicidando i pochi abinanti rimasti a difesa della città, rei di aver aiutato  la città sorella Lipari.Il vescovo di Patti Giovanni Previtera ristruttura  il santuario di Tindari che cadeva in rovina. Costruisce e finanzia la Cattedrale di Patti con gli edifici annessi, i cui lavori furono completati dopo la sua morte grazie alle donazioni della famiglia Previtera alla diocesi di Patti. Il santuario è ampliato dal vescovo Giuseppe Pullano con la costruzione di una nuova chiesa più grande consacrata nel 1979. Come la Porziuncola di San Francesco a Santa Maria degli Angeli ad Assisi, o il santuario della Casa Santa della Madonna inglobata nella basilica-fortezza di Loreto, allo stesso modo dentro le mura degli edifici che attorniano il santuario di Tindari, nella parte esterna a ridosso del presbiterio, si trova l'originaria chiesa della Madonna nera, venendo a costituire dunque una sorta di chiesa nella chiesa, accessibile solo in determinati periodi dell'anno e in determinati orari giornalieri. Sulla cantoria in controfacciata, si trova il grande organo a canne, costruito da Giuseppe Ruffatti nel 1978, con 78 registri su cinque manuali e pedale.
La festa del santuario e della Madonna di Tindari si svolge ogni anno tra il 7 e l'8 settembre, in occasione della festa liturgica della Natività della Vergine.

### Resti archeologici
I resti della città antica si trovano nella zona archeologica, in discreto stato di conservazione, per lo scarso interesse di un reimpiego dei blocchi di pietra arenaria di cui erano costituiti.
I primi scavi si datano al 1838-1839 e furono ripresi tra il 1960 e il 1964 dalla Soprintendenza archeologica di Siracusa e ancora nel 1993, 1996 e 1998 dalla Soprintendenza di Messina, sezione dei beni archeologici. Sono stati rinvenuti mosaici, sculture e ceramiche, conservati in parte presso il museo locale e in parte presso il Museo archeologico regionale di Palermo.
L'impianto urbanistico, risalente probabilmente all'epoca della fondazione della città, presentava un tracciato regolare a scacchiera. Si articolava su tre decumani, strade principali (larghezza di 8 m), correvano in direzione sud-est - nord-ovest, ciascuno ad una quota diversa, e si incrociavano ad angolo retto e a distanze regolari con i cardini, strade secondarie e in pendenza (larghezza 3 m). Sotto i cardini correva il sistema fognario della città, a cui si raccordavano le canalizzazioni provenienti dalle singole abitazioni. Gli isolati delimitati dalle vie avevano un'ampiezza di circa 30 m e una lunghezza di 77 o 78 m.
Uno dei decumani rinvenuti nello scavo, quello superiore doveva essere la strada principale della città: costeggia ad una estremità il teatro, situato più a monte e scavato nelle pendici dell'altura, e all'altra estremità sfocia nell'agorà, oltre la quale, nella zona più elevata, occupata oggi dal Santuario della Madonna Nera, doveva trovarsi l'acropoli.

#### Le mura di cinta
Le mura cittadine, i cui resti attualmente visibili sono dovuti ad una ricostruzione del III secolo a.C. che ripercorre una cinta precedente, probabilmente coeva alla fondazione, venne completata sul lato verso il mare e rimaneggiata in epoca tardo imperiale e bizantina.

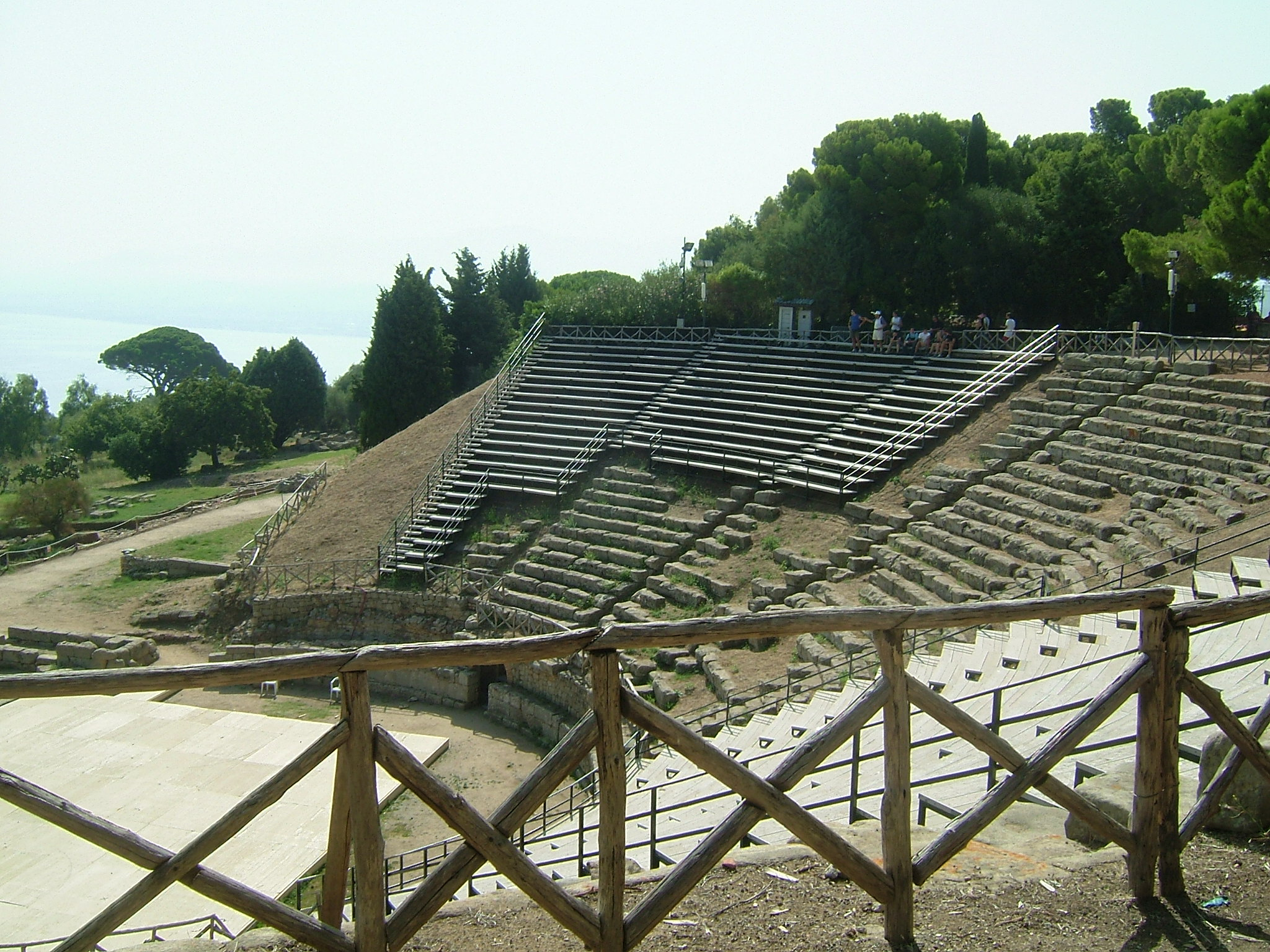
Il teatro greco

La cinta si sviluppava per una lunghezza di circa 3 km ed era della tipologia "a doppia cortina, con due muri paralleli (circa 0,70 m di spessore) in opera quadrata di arenaria con disposizione isodoma, separati da uno spazio, in origine riempito con terra o sassi (2,10 m di spessore), raggiungendo un'altezza di 6,85 m. A distanze diseguali si innalzavano torri quadrate: una di queste (spazio interno di 6,5 × 5,15 m e con muri larghi 0,43 m e lunghi 0,87 m) conserva un tratto della scala che portava alla sommità delle mura.

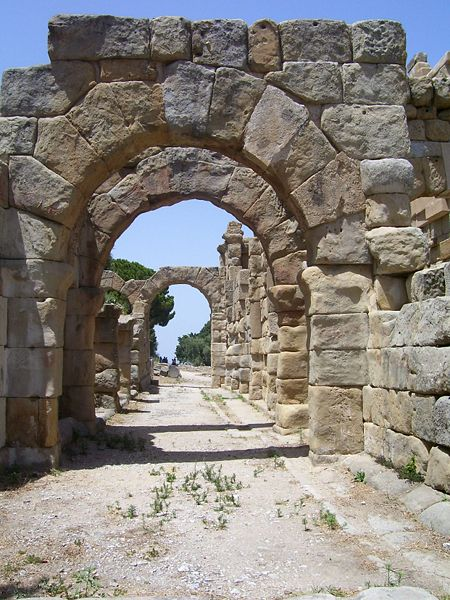
Scorcio delle rovine greco-romane

La porta principale, sul lato sud-occidentale, era fiancheggiata da due torri e protetta da un'antiporta a tenaglia di forma semicircolare, con l'area interna lastricata con ciottoli. Altri piccoli passaggi si aprivano a fianco delle torri della porta maggiore e venivano utilizzate per le sortite dei difensori.

#### Il teatro
Il teatro venne costruito in forme greche alla fine del IV secolo a.C. e in seguito rimaneggiato in epoca romana, con una nuova decorazione e l'adattamento a sede per i giochi dell'Anfiteatro.

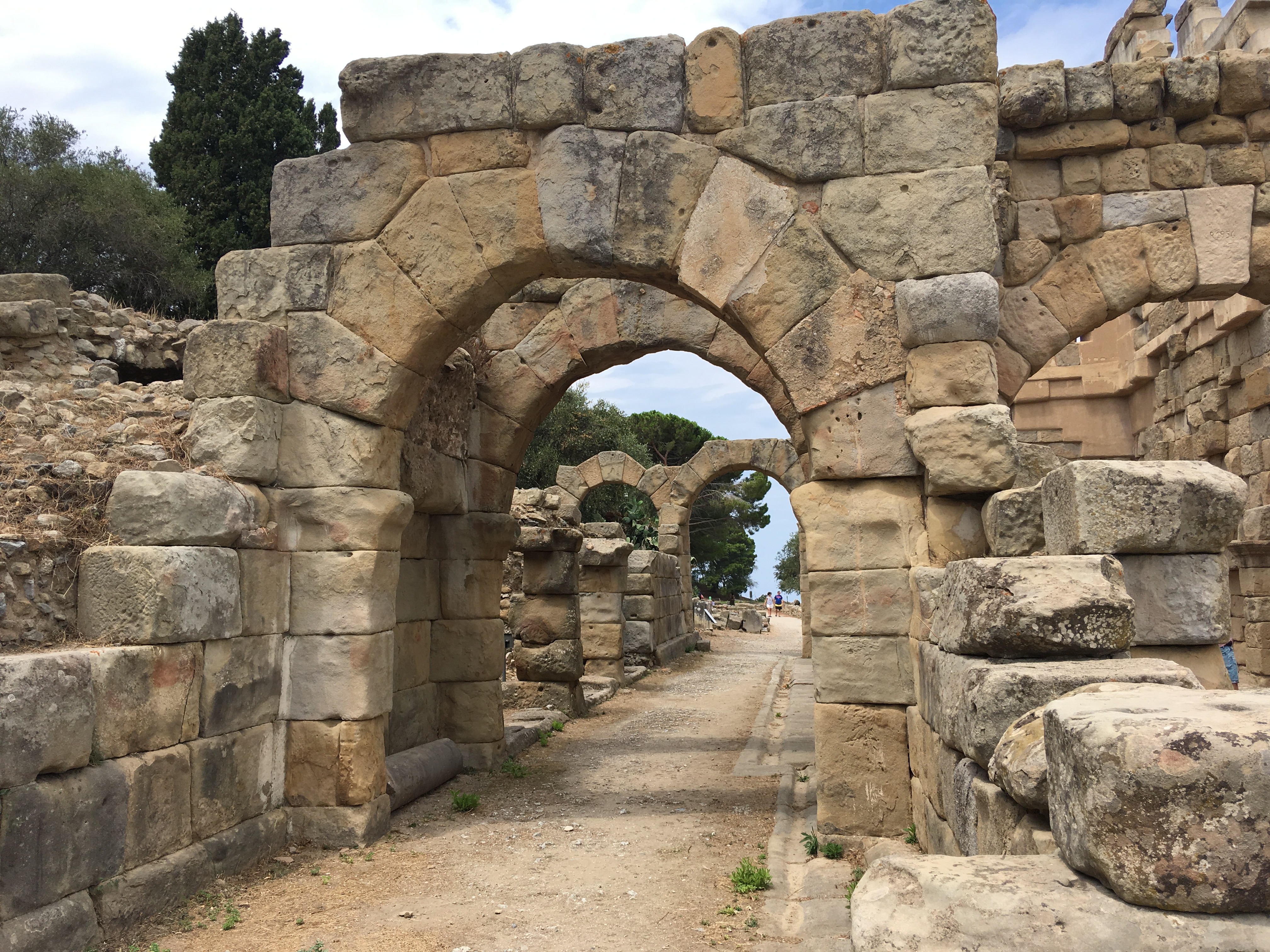
Porta ad arco della vecchia città greco romana di Tindari

Rimasto a lungo in abbandono e conosciuto solo per le illustrazioni del XIX secolo era appoggiato alla naturale conformazione a conca della collina, nella quale furono scavate le gradinate dei sedili (0,40 m di altezza e 0,70 m di profondità) della cavea, che doveva raggiungere una capienza di circa 3 000 posti. In età romana vi si aggiunse un portico in opera laterizia e la ricostruzione della scena, di cui restano solo le fondazioni e un'arcata, restaurata nel 1939. L'orchestra venne trasformata in un'arena, circondando la cavea con un muro e sopprimendone i quattro gradini inferiori.
Dal 1956 vi ha sede un festival artistico che annovera tra le manifestazioni danza, musica, e ovviamente teatro.

#### Isolato romano
Nell'area urbana è stata scavata, tra il 1949 ed il 1964, un isolato completo (insula IV), delimitato dai tratti dei due decumani scavati e da due strade secondarie. A causa della pendenza del terreno, i diversi edifici che la compongono erano costruiti su terrazze a diversi livelli.
Sul decumano inferiore si aprivano sei tabernae, o ambienti per il commercio, tre delle quali erano dotate di retrobottega. Su queste poggiava un'ampia domus (casa B) con peristilio a dodici colonne in pietra con capitelli dorici. Il tablinium, o salone (lunghezza 8 m e larghezza 4,60 m). Al livello più alto una seconda domus, "casa C", con peristilio simile alla precedente, presenta l'accesso al tablinio inquadrato da colonne con capitelli corinzi italici in terracotta e basi realizzate con mattoni di forma rotonda.
Le due case vennero costruite nel I secolo a.C., su precedenti fasi abitative e furono soggette a restauri e rimaneggiamenti: in particolare nella parte superiore si impiantarono delle piccole terme e gli originali pavimenti scutulati (scutulata con inserimento di piccole lastre di marmi colorati) o in signino con inserimento di tessere di mosaico bianche, o ancora con mosaici policromi, si sostituirono mosaici in bianco e nero con figure.

#### Basilica
La cosiddetta "Basilica", in passato identificata anche con un ginnasio, è un propileo di accesso all'agorà, situato nel punto in cui vi entra il decumano massimo, la via principale della città. Si tratta di un edificio a due piani, datato al IV secolo costruito in opera quadrata di arenaria che presenta un ampio passaggio centrale con volta a botte ripartito da nove arcate. Ai lati altri archi scavalcano degli accessi secondari.

### Aree naturali

#### Marinello

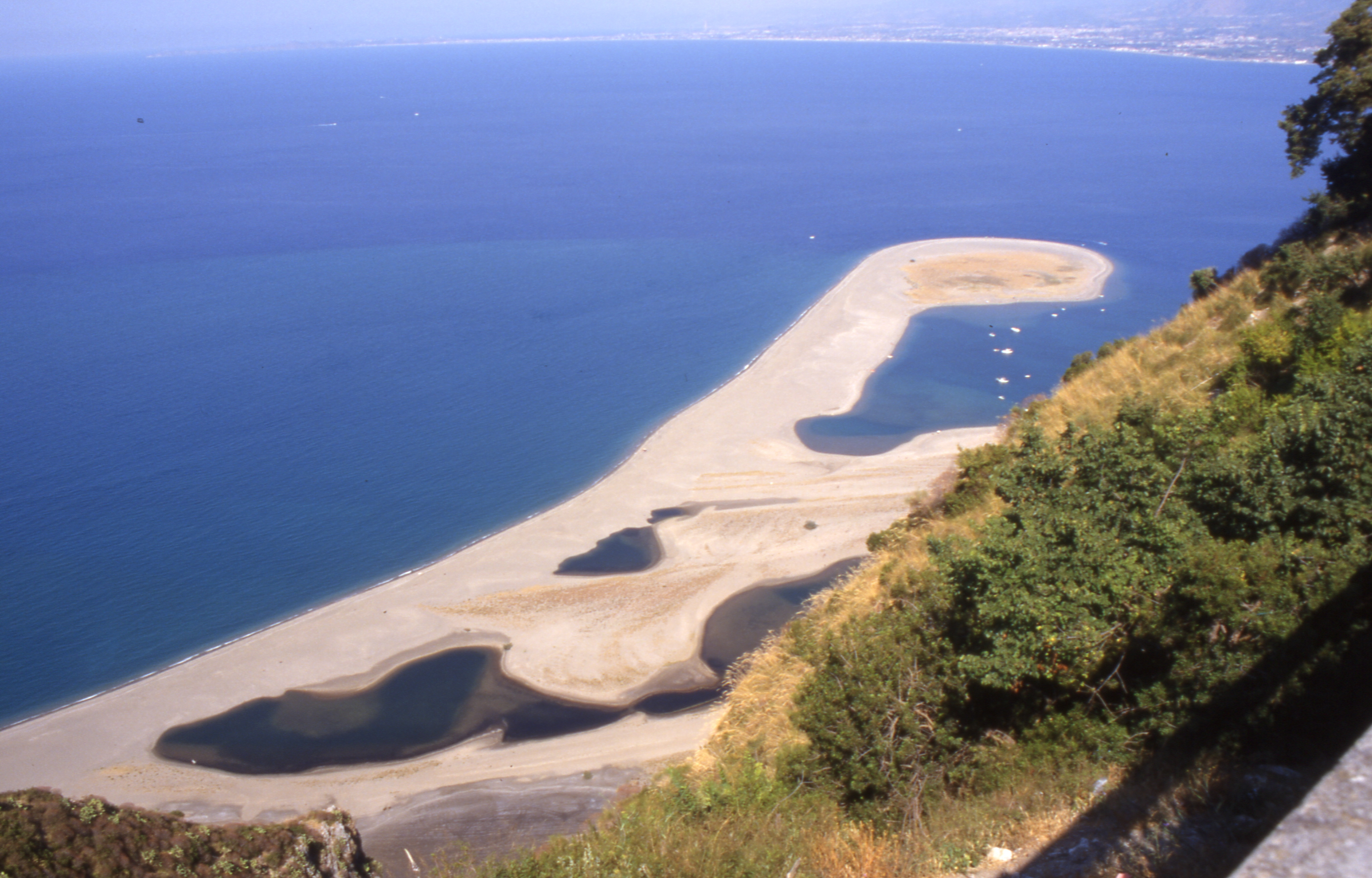
La laguna di Tindari sede della riserva naturale di Marinello

Alla base del promontorio si trova una zona sabbiosa con una serie di piccoli specchi d'acqua, la cui conformazione si modifica in seguito ai movimenti della sabbia, spinta dalle mareggiate. La spiaggia è conosciuta con il nome di Marinello o il mare secco e vi sono legate diverse leggende.
Secondo una di esse la spiaggia si sarebbe formata miracolosamente in seguito alla caduta di una bimba dalla terrazza del santuario, ritrovata poi sana e salva sulla spiaggia appena creatasi per il ritiro del mare. La madre della bambina, una pellegrina giunta da lontano, in seguito al miracolo, si sarebbe ricreduta sulla vera natura miracolosa della scultura, della quale aveva dubitato a causa dell'incarnato scuro della Vergine.
Un'altra leggenda narra della morte, avvenuta proprio su questa spiaggia di papa Eusebio, il 17 agosto del 310, pochi mesi dopo la sua elezione, avvenuta il 18 aprile, che sarebbe stato esiliato in Sicilia da Massenzio.

Sopra la spiaggia, sul costone, si apre inoltre una grotta, che secondo una leggenda locale era abitata da una maga, che si dedicava ad attrarre i naviganti con il suo canto per poi divorarli. Quando qualcuno degli adescati rinunciava per la difficoltà di raggiungere l'ingresso dell'antro, la maga sfogava la rabbia affondando le dita nella parete: a questo sarebbero dovuti i piccoli fori che si aprono numerosi nella roccia.

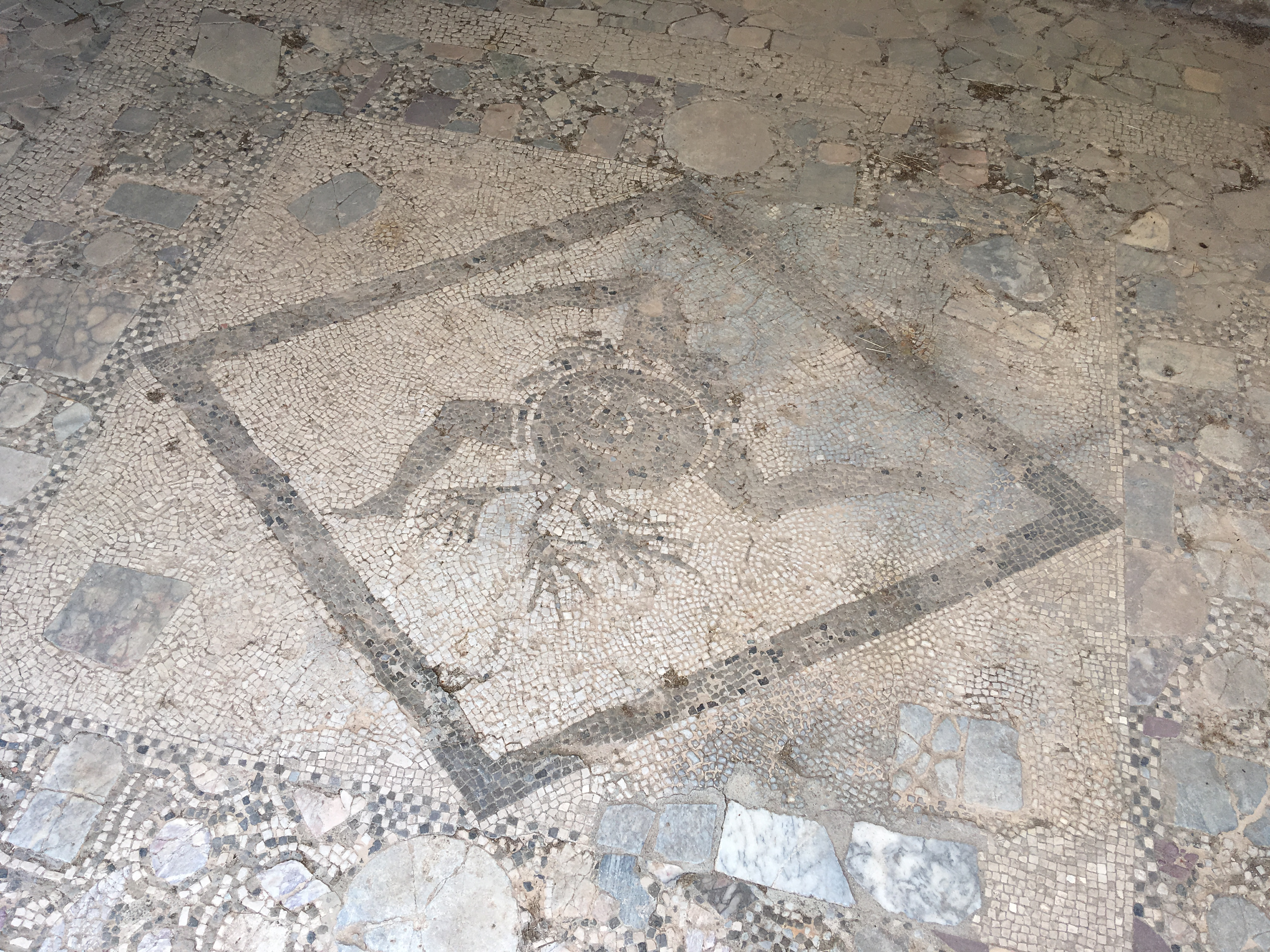
Mosaico della Trinacria nella antica città greco romana di Tindari in Sicilia

## Cultura
Dal toponimo derivano i nomi propri Tindaro e Tindara, specifici di quest'area circoscritta della Sicilia.

### Letteratura
Diversi sono i riferimenti letterari alla città. Nelle Verrine, Cicerone si sofferma a lungo su Tindari e sulle spoliazioni da essa subite durante la magistratura di Verre. Inoltre, Salvatore Quasimodo le dedicò la celebre poesia Vento a Tindari e dà il titolo ad un romanzo giallo di Andrea Camilleri della serie di Montalbano, La gita a Tindari, e all'episodio dello sceneggiato televisivo tratto dallo stesso, anch'esso intitolato La gita a Tindari.

## Coda di Volpe
Il sentiero col suo percorso collega la Riserva Naturale Orientata dei Laghetti di Marinello e l'intera area portuale di Oliveri all'antica città di Tyndaris, tratto che è stato successivamente utilizzato come via di pellegrinaggio al santuario mariano. La particolare conformazione altimetrica con sella intermedia ricorda lo sviluppo tipico dell'estremità caudale della volpe. Da qui il toponimo di Coda di volpe, in siciliano Cuda [di] vurpi (oppure Cuda [d]â vurpi).
Il sentiero che a tratti attraversa o delimita aree coltivate ad uliveto, è caratterizzato da macchia mediterranea, offre spettacolari paesaggi del Golfo di Patti, incantevoli viste sulle Isole Eolie, un panorama mozzafiato sulla catena dei Peloritani e sulla penisola di Milazzo, spazia sull'arenile di Oliveri e offre uno scenario unico del sistema lagunare di Marinello.
Il percorso ha termine d'inizio a valle nella zona ricettiva di Marinello, si supera attraverso il sottopasso lo storico tracciato della ferrovia Messina-Palermo, le carreggiate dell'Autostrada A20 lato ovest prossime alle aree di servizio, le indicazioni sulla sinistra segnalano l'inizio dell'itinerario interamente staccionato e in parte pavimentato nel primo tratto. In circa due ore, dopo due lievi saliscendi, raggiunta l'altitudine di 283 metri, si perviene nelle aree di servizio ubicate sul precipizio alle spalle dell'intero complesso adibito a santuario, termine di fine sentiero a monte.

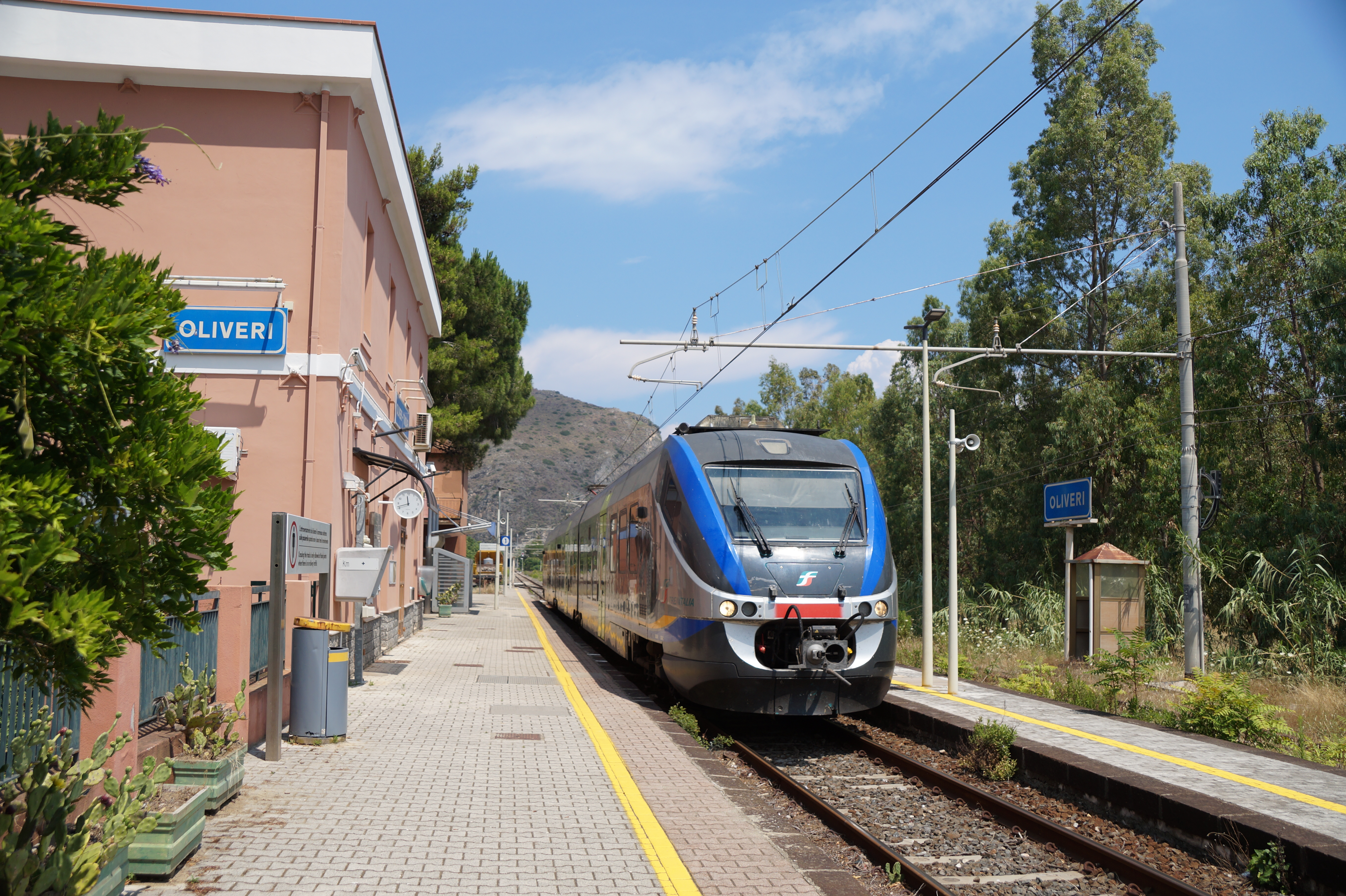
Stazione ferroviaria di Oliveri

## Accessi
Per chi proviene in auto da Messina è consigliabile uscire al casello autostradale di  Falcone, mentre per chi viene da Palermo è consigliabile l'uscita di Patti  lungo l'Autostrada Messina-Palermo percorrendo la ..
Tindari con il suo santuario sono altresì raggiungibili in treno per la comoda vicinanza della Stazione di Oliveri-Tindari.